# 飛魚六
飛魚座ζ，又名CP-72 627，HD 63295、SAO 256438、HR 3024，是飛魚座的一颗恒星，视星等为3.95，位于銀經284.57，銀緯-22.16，其B1900.0坐标为赤經7h 43m 3.1s，赤緯-72° -22.16′ 57″。